# دانشگاه پونا
دانشگاه پونا (انگلیسی: Pune University) دانشگاه دولتی مستقر در شهر پونا، در مهاراشترا کشور هند است، که در سال ۱۹۴۹ تأسیس شد.